# YTV (Fernsehsender)
YTV ist ein kanadischer englischsprachiger Kabelfernsehsender. Die Zielgruppe sind in erster Linie Kinder. YTV erwirbt Rechte für und sendet viele Serien von dem ähnlichen US-amerikanischen Fernsehsender Nickelodeon.

## Geschichte
Am 1. September 1988 ging YTV als Nachfolger zweier Sender, die von verschiedenen Kabelfernsehanbietern seit den 1970ern betrieben wurden auf Sendung. Die beiden größten Anteilseigner von YTV waren die beiden Kabelgesellschaften Rogers Cable und CUC Broadcasting, welches später von Shaw Communications übernommen wurde. 1995 erlangte Shaw Communications nach längeren Bemühungen die volle Kontrolle über YTV, welches 1999 als Teil von Corus Entertainment ausgelagert wurde.
1998 bekam YTV in Anlehnung an Nickelodeon ein neues Logo und verwendete seinen vorherigen Slogan „Keep It Weird“ nicht weiter. Ab Herbst 2005 versuchte YTV nach 18 Uhr verstärkt eine ältere Zuschauerschaft anzuziehen.

## Momentane Sendungen (2015)

### Realfilm-Serien
- Splatalot! (seit 14. März 2011)
- Extreme Babysitting (seit 4. September 2012)
- Die Spielzeugfabrik (Some Assembly Required, seit 6. Januar 2014)

### Animierte Serien
- Oh-No! It's An Alien Invasion (seit 3. August 2013)
- BeyWarriors: BeyRaiderz (seit 4. Januar 2014)
- Nerds and Monsters (seit 12. März 2014)

### Reality
- Cache Craze (seit 9. März 2013)

### Realfilm-Comedyserien
- Sam & Cat (seit 12. August 2013)
- Power Rangers: Megaforce (seit 16. Februar 2013)
- Wendell & Vinnie (seit 12. August 2013)
- Voll Vergeistert (Haunted Hathaways, seit 14. Juli 2013)
- Die Thundermans (The Thundermans, seit 7. November 2013)

### Animierte Serien
- Cosmo und Wanda (Fairly OddParents, seit Sommer 2002)
- Die Pinguine aus Madagascar (The Penguins of Madagascar, seit Sommer 2009)
- Kung Fu Panda – Legenden mit Fell und Fu (Kung Fu Panda: Legends of Awesomeness)
- Monsters vs. Aliens (seit 17. Juli 2013)
- Sanjay and Craig (seit 17. August 2013)
- SpongeBob Schwammkopf (SpongeBob SquarePants, seit 2000)
- Teenage Mutant Ninja Turtles (seit 29. September 2012)
- Spliced!

### Anime
- Pokémon: Black and White
- Pokémon: Sun & Moon (New to YTV)
- Pokémon: Sinnoh League Victors
- Bakugan

## Frühere Sendungen

### Eigenproduktionen

#### Realfilmserien
- Allein unter Jungs (Life with Boys, 9. September 2011 – 2. November 2013)
- Matchball für die Liebe (15/Love)
- 2030 CE
- 28:48
- Die Fälle der Shirley Holmes (The Adventures of Shirley Holmes)
- Big Wolf on Campus
- Breaker High
- Catwalk
- Family Biz
- Freaky Stories
- Fries with That?
- How to Be Indie – Wie ich lerne, ich zu sein (How to Be Indie)
- I Was a Sixth Grade Alien
- Dark Oracle
- Guinevere Jones
- Maniac Mansion
- Mental Block
- Mr. Young (1. März 2011 – 28. November 2013)
- Die neue Addams Familie (The New Addams Family)
- Prank Patrol
- Radio Active
- Student Bodies
- Survive This
- System Crash
- Unnatural History
- Vampire High
- The Zack Files

#### Reality
- The Adrenaline Project
- Clips
- Game Gurus
- Hit List[1] (2003 – April 2011)
- In Real Life
- It’s Alive![1] (2006)
- That’s So Weird! (9. September 2009 – 12. Januar 2012)
- Uh Oh!
- Video & Arcade Top 10

#### Animierte Serien
- The Adventures of Sam & Max: Freelance Police
- Banana Cabana (Almost Naked Animals)
- The Amazing Adrenalini Brothers
- Transformers: Beast Machines (Beast Machines)
- Beast Wars
- Hier ist Ian (Being Ian)
- Beyblade: Metal Fury (Erstausstrahlung: 26. Januar 2013 – 10. August 2013)
- Beyblade: Shogun Steel (8. April – 23. Dezember 2012)
- Codename: The Boy (The Boy)
- Brady’s Beasts
- Captain Flamingo
- Casper’s Scare School
- Graf Duckula (Count Duckula)
- Galidor
- Generation Ninja (Shuriken School)
- Grossology
- Jacob 2/2
- Jane und der Drache (Jane and the Dragon)
- Coop gegen Kat (Kid vs. Kat, Erstausstrahlung: 25. Oktober 2008 – 4. Juni 2011)
- Monster Buster Club (Erstausstrahlung: 3. Juni 2008 – 14. November 2009)
- The Mr. Men Show
- Mona der Vampir (Mona the Vampire)
- Monster by Mistake
- Monster Warriors
- Pound Puppies – Der Pfotenclub (Pound Puppies)
- Rated A for Awesome (Erstausstrahlung: 3. September 2011 – 25. Februar 2012)
- ReBoot
- Redakai: Conquer the Kairu[2]
- Ruby Gloom
- Scaredy Squirrel (Erstausstrahlung: 1. April 2011 – 17. August 2013)
- The Screech Owls
- Seriously Weird
- Shadow Raiders (1989–1999)
- Short Circutz
- Die Superhelden-Helfer (Sidekick, Erstausstrahlung: 3. September 2010 – 14. September 2013)
- Die Superschurken-Liga (League of Super Evil, Erstausstrahlung: 7. März 2009 – 25. August 2012)
- Stickin' Around
- Storm Hawks
- Team Galaxy (Erstausstrahlung: 25. September 2006 – 24. September 2007)
- Transformers: Beast Wars
- Twisteria
- Ultimate Book of Spells
- Viva Piñata
- Unten am Fluss (Watership Down)
- Weird Years
- Will & Dewitt
- Xcalibur
- Yvon of the Yukon
- Piets irre Pleiten (Zeke's Pad)
- Zixx

#### Nachrichten und Magazine
- The Anti-Gravity Room[1]
- YTV News
- YTV Rocks

### Sendungen von Nickelodeon (USA)

#### Animierte Serien
- Aaahh!!! Monster (Aaahh!!! Real Monsters)
- Jimmy Neutron (The Adventures of Jimmy Neutron: Boy Genius)
- All Grown Up – Fast erwachsen (All Grown Up!)
- Die Biber Brüder (The Angry Beavers)
- Gingers Welt (As Told by Ginger)
- Avatar – Der Herr der Elemente (Avatar: The Last Airbender)
- Barnyard – Der tierisch verrückte Bauernhof (Back at the Barnyard)
- CatDog
- Katzekratz (Catscratch)
- ChalkZone
- Danny Phantom
- Doug
- Edgar & Ellen
- El Tigre: The Adventures of Manny Rivera
- Fanboy & Chum Chum
- Hey Arnold!
- Invader Zim
- KaBlam!
- Die Legende von Korra (The Legend of Korra)
- Making Fiends
- Martin Mystery
- Mighty B! Hier kommt Bessie (The Mighty B!)
- Teenage Robot (My Life as a Teenage Robot)
- Planet Max (Planet Sheen)
- Ren und Stimpy (The Ren & Stimpy Show)
- Rocket Power
- Rockos modernes Leben (Rocko's Modern Life)
- Rugrats
- Tak und die Macht des Juju (Tak and the Power of Juju)
- Expedition der Stachelbeeren (The Wild Thornberrys)
- Familie X – In geheimer Mission (The X's)

#### Realfilmserien
- Action League Now!
- Animorphs
- Big Time Rush* (seit 6. August 2010)
- Grusel, Grauen, Gänsehaut (Are You Afraid of the Dark?)
- Caitlin's Way
- Drake & Josh
- House of Anubis
- How to Rock
- iCarly (8. Oktober 2007 – 1. Dezember 2012)
- The Journey of Allen Strange
- The Naked Brothers Band
- The Nick Cannon Show
- Power Rangers Samurai*
- Romeo!
- Was ist los mit Alex Mack? (The Secret World of Alex Mack)
- True Jackson (True Jackson, VP)
- Unfabulous
- Victorious (10. September 2010 – 2. Februar 2013)

#### Reality
- Nick Arcade
- Nickelodeon GUTS
- Wild & Crazy Kids

### Vorschulserien
- LazyTown
- Wonder Pets

### Sendungen vom Cartoon Network
- Captain Planet (Captain Planet and the Planeteers)
- Code Lyoko
- Cow & Chicken
- Dexters Labor (Dexter's Laboratory)
- Familie Feuerstein (The Flintstones)
- Fullmetal Alchemist
- The Garfield Show
- Hamtaro
- Hi Hi Puffy AmiYumi
- Home Movies
- Huckleberry Hound
- I Am Weasel
- Inu Yasha
- Die Jetsons (The Jetsons)
- Josie und die Pussycats (Josie and the Pussycats)
- Justice League Unlimited
- Krypto the Superdog
- In einem Land vor unserer Zeit (The Land Before Time)
- The Mr. Men Show
- Naruto
- Powerpuff Girls (The Powerpuff Girls)
- Pokémon Chronicles
- Robotboy
- Samurai Jack
- Static Shock
- Teen Titans
- Teenage Mutant Hero Turtles (Teenage Mutant Ninja Turtles)
- Transformers: Animated
- Xiaolin Showdown
- Yogi Bear
- Yu-Gi-Oh!
- Yu-Gi-Oh! GX

### Andere Fremdproduktionen

#### Animierte Serien
- .hack//SIGN
- Action Man
- Æon Flux
- The Adventures of Super Mario Bros. 3
- The Adventures of Tintin
- Sonic der irre Igel (Adventures of Sonic the Hedgehog)
- Alle Hunde kommen in den Himmel (All Dogs Go to Heaven: The Series)
- Alpha2Omega
- Anatole
- Anthony Ant
- Animaniacs
- Astro Boy (Serien von 1980 bzw. 2003)
- Batman
- Batman (Batman: The Animated Series)
- Batman of the Future (Batman Beyond)
- Battle B-Daman
- Beavis and Butt-Head
- Biker Mice from Mars
- Big Teeth, Bad Breath
- Birdz
- BlackStar
- Blake’s 7
- Blaster's Universe
- Bleach[3]
- Blue Dragon
- Bob & Margaret
- Bobby’s World
- Bomberman Jetters
- Bots Master
- Bucky O’Hare (Bucky O'Hare and the Toad Wars)
- Bump in the Night
- Cadillacs & Dinosaurs
- Captain N (Captain N: The Game Master)
- Captain Power and the Soldiers of the Future
- Captain Scarlet (Captain Scarlet and the Mysterons)
- Care Bears
- Detektiv Conan (Case Closed)
- Casper and Friends
- Channel Umptee-3
- Celebrity Deathmatch
- The Charlie Brown and Snoopy Show
- Clang Invasion
- Committed
- C.O.P.S.
- Cramp Twins (The Cramp Twins)
- D'Myna Leagues
- Daria
- Death Note
- Denver, the Last Dinosaur
- Destructoe Brothers on the Run
- Detention
- D.I.C.E.
- Digimon
- Dino Babies
- Dinosaur King
- Jim Henson’s Dog City
- Dog House
- Downtown
- Dragonball
- Dragonball GT
- Dragonball Z
- Dragon Flyz
- Der Traumstein (The Dreamstone)
- Duel Masters
- Dumb Bunnies
- Earthworm Jim
- Edgar & Ellen
- Eek! The Cat
- Elephant Boy
- Eliot Kid
- The Vision of Escaflowne (Escaflowne)
- Eureka Seven
- Extreme Ghostbusters
- Fantastic Four
- Fat Albert and the Cosby Kids
- Fatherhood
- Flash Gordon
- Freakazoid!
- Garfield und seine Freunde (Garfield and Friends)
- Generation O!
- George and Martha
- George Shrinks
- Ghost in the Shell: Stand Alone Complex
- Filmation's Ghostbusters
- G.I. Joe: A Real American Hero
- Girlstuff/Boystuff
- Kikoriki (GoGoRiki)
- Grizzly Tales For Gruesome Kids
- Creepie (Growing Up Creepie)
- Gundam Seed
- Kidō Senshi Gundam Seed Destiny
- Happy Ness
- He-Man and the Masters of the Universe
- Hello Kitty and Friends
- Histeria!
- Idaten Jump
- Insektors
- Inspector Gadget
- Jackie Chan Adventures
- Jayce and the Wheeled Warriors
- Jem
- Jibber Jabber
- Kirby: Right Back at Ya!
- Kitty Cats
- Kleo The Misfit Unicorn
- Kyle XY
- Saint Seiya (Knights of the Zodiac)
- Legend of Zelda
- The Legend of the Hidden City
- Legion of Super Heroes
- Little Big Kid
- The Littles
- Mad Jack the Pirate
- Mamfies Abenteuer (Magic Adventures of Mumfie)
- Making Fiends
- Maid Marian and her Merry Men
- Maple Town
- MÄR
- Die Maske (The Mask The Animated Series)
- Biene Maja
- Medabots
- Men in Black: The Series
- Tokyo Mew Mew (Mew Mew Power)
- The Mighty Hercules
- Mighty Max
- Mighty Morphin Power Rangers
- Mischief City
- Gundam Wing (Mobile Suit Gundam Wing)
- Monster by Mistake
- Monster Rancher
- Monsuno
- Moville Mysteries
- Die Mumie – Das Geheimnis der Mumie (The Mummy: The Animated Series)
- Muppet Babies
- The Muppet Show
- Mein kleines Pony (My Little Pony)
- The New Woody Woodpecker Show
- Night Hood
- Die Ninja-Turtles (Ninja Turtles: The Next Mutation)
- Oggy und die Kakerlaken (Oggy and the Cockroaches)
- One Piece
- Oscar's Oasis
- Pandalian
- Peter Pan und die Piraten (Peter Pan and the Pirates)
- Pinky und der Brain (Pinky and the Brain)
- Pinky, Elmyra & der Brain (Pinky, Elmyra and the Brain)
- The Pirates of Dark Water
- Pokémon: Black & White
- Police Academy (Police Academy: The Animated Series)
- Pontoffel Pock, Where Are You?
- Power Stone
- Starla und die Kristallretter (Princess Gwenevere and the Jewel Riders)
- Regina Regenbogen (Rainbow Brite)
- The Real Ghostbusters
- Rex the Runt
- RollBots
- Saber Rider und die Starsheriffs (Saber Rider and the Star Sheriffs)
- Sailor Moon
- Samurai Pizza Cats
- Santapprentice
- Santo Bugito
- SD Gundam Force
- Seven Little Monsters
- Shaman King
- Shaun das Schaf (Shaun the Sheep)
- She-Ra (She-Ra: Princess of Power)
- Sky Dancers
- Smallville
- Sonic X
- Mondbasis Alpha 1 (Space: 1999)
- Space Goofs
- Spartakus and the Sun Beneath the Sea
- Speed Racer
- Spider-Man
- New Spider-Man (Spider-Man: The Animated Series)
- Spider-Man: The New Animated Series
- Spy Academy
- Squawk Box
- Kommando Stingray (Stingray)
- Streetnoise
- Street Sharks
- Eric im Stress (Stressed Eric)
- Stuart Little: The Animated Series
- Super Dave: Daredevil for Hire
- Super Duper Sumos
- Superhuman Samurai Syber-Squad
- The Super Mario Bros. Super Show!
- Super Mario World
- Switched at Birth
- The Three Friends and Jerry
- ThunderCats
- Tiny Toon Abenteuer (Tiny Toon Adventures)
- The Transformers
- Die dreibeinigen Herrscher (The Tripods)
- Transformers: Armada
- Transformers: Cybertron
- Transformer: Superlink (Transformers Energon)
- Transformers: Robots in Disguise
- The Twisted Tales of Felix the Cat
- Die Tex Avery Show (The Wacky World of Tex Avery)
- What-A-Mess
- Weird-Oh's
- Witch Hunter Robin
- The Woody Woodpecker Show
- Yakkity Yak
- Yu-Gi-Oh! 5D’s
- X-Men
- X-Men: Es geht weiter (X-Men: Evolution)
- Gash! (Zatch Bell!)

#### Realfilmserien
- 2point4 children
- Meine wilden Töchter (8 Simple Rules)
- Abenteuer im Regenbogenland (Adventures in Rainbow Country)
- Black Beauty (The Adventures of Black Beauty)
- Black, der schwarze Blitz (Adventures of the Black Stallion)
- Die Abenteuer von Robin Hood (The Adventures of Robin Hood)
- Appreciations
- Are You Being Served?
- Art Attack
- Back to Sherwood
- Bad Boyes
- Batman
- Beakman's World
- Big Bad Beetleborgs
- Blossom
- Bonanza
- Boy Dominic
- Das Leben und Ich (Boy Meets World)
- Bottom
- Brats of the Lost Nebula
- Brotherly Love
- Buffy – Im Bann der Dämonen (Buffy the Vampire Slayer)
- The Carol Burnett Show
- Catwalk
- Camp Cariboo
- Circus
- The Cisco Kid
- Crash Zone
- Dangerous Minds
- Dead Last
- Deepwater Black
- Deke Wilson’s Mini Mysteries
- Dennis, Geschichten eines Lausbuben (Dennis the Menace)
- Die Dinos (Dinosaurs)
- Doctor Who
- The Dr. Fad Show
- The Edison Twins
- Endurance
- Eerie, Indiana
- Eric’s World
- Escape from Scorpion Island
- Alle hassen Chris (Everybody Hates Chris)
- Falcon Beach
- Familienbande (Family Ties)
- Farscape
- Fear
- Five Times Dizzy
- Flipper (Versionen von 1965 und 95)
- Die Follyfoot-Farm (Follyfoot)
- Friday Night Lights
- Indian River (The Forest Rangers)
- Der Prinz von Bel-Air (The Fresh Prince of Bel-Air)
- Free to Fly
- Gamerz
- Genie in the House
- Mini-Max (Get Smart)
- Ghosts of Motley Hall
- Gigglesnort Hotel
- Gilmore Girls
- Gänsehaut[1] (Goosebumps)
- Girlz TV
- Hollywood’s 10 Best
- Hör mal, wer da hämmert (Home Improvement)
- Home and Away
- Die Hoobs (The Hoobs)
- I Love Mummy
- In a Heartbeat
- Incredible Story Studio
- The Intrepids
- The Jim Henson Hour
- Just Like Mom
- Katts und Dog
- Mehr Schein als Sein (Keeping Up Appearances)
- Kidd Video
- Kids Can Rock and Roll
- Kids Corner
- Bei uns und nebenan (The Kids of Degrassi Street)
- Lassie
- Leo and Me
- Let's Go
- Life Unexpected
- The Littlest Hobo
- Der kleine Vampir (The Little Vampire)
- Lone Ranger
- Lucy Sullivan Is Getting Married
- Madison
- Malcolm mittendrin (Malcom in the Middle)
- My Brand New Life
- My Family
- My Hometown
- What’s Up, Dad? (My Wife and Kids)
- No Sweat
- Ocean Girl
- The Odyssey
- One Foot in the Grave
- Puttnam's Prairie Emporium
- Radio Free Roscoe
- The Red Green Show
- Red Dwarf
- Press Gang
- Amanda und Betsy (Ready or Not)
- Robin Hood (Robin of Sherwood)
- Rock 'n' Talk
- The Roy Rogers Show
- Ruby and The Rockits
- Sabrina – Total Verhext! (Sabrina, the Teenage Witch)
- The Saddle Club
- American High – Hier steigt die Party! (The Sausage Factory)
- Size Small
- Small Talk (UK version)
- Stars on Ice
- Surf Shack
- The Super Dave Osborne Show
- S.W.A.L.K
- Sweet Valley High
- Swiss Family Robertson
- Tarzan
- That's Incredible!
- Thunderbirds
- Timeblazers
- The Tomorrow People
- The Waterville Gang
- Weird Science
- Hallo Holly (What I Like About You)
- The White Shadow
- Im Reich der wilden Tiere (Wild Kingdom)
- Wishbone
- The Worst Witch
- Yes, Dear
- Yes Minister
- Yes You Can
- Young Ones
- Young Sherlock
- You Can't Do That On Television
- Zorro – Der schwarze Rächer

#### Reality
- America's Funniest Home Videos
- Ghost Trackers
- Jep!
- Scariest Places On Earth
- Surf's Up! Let's Cook
- Take Part
- Wild Guess
- Wheel 2000
- Wipeout Canada
- Whose Line Is It Anyway?